# Lactarius torminosus
Lactarius torminosus (Jacob Christian Schäffer, 1774 ex Samuel Frederick Gray, 1821), denumit în popor râșcov de mesteacăn, părușei, sau râșcov flocos,, al cărui nume generic este derivat din cuvântul latin (latină torminosus= suferind de dizenterie), este o specie de ciuperci în mod normal otrăvitoare din încrengătura Basidiomycota în familia Russulaceae și de genul Lactarius care coabitează, fiind un simbiont micoriza (formează micorize pe rădăcinile arborilor). În România, Basarabia și Bucovina de Nord crește solitar, dar de asemenea în grupuri, pe sol acid și relativ uscat numai sub mesteceni, dezvoltându-se ubicuitar, în, precum la marginea  pădurilor de foioase, prin grădini și parcuri, mereu acolo, unde se află și gazda lui, din iulie până în octombrie.

## Descriere

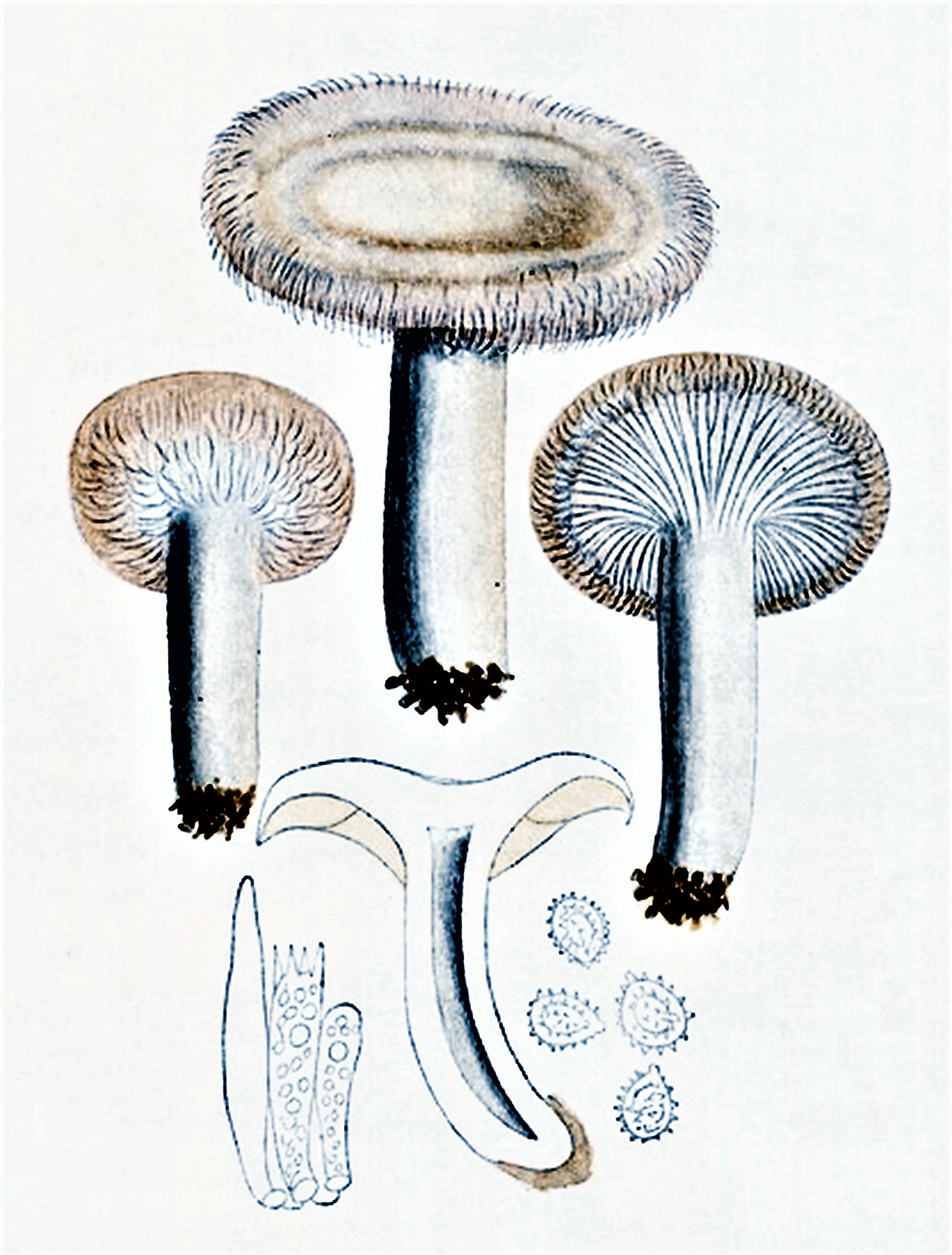
Bres.: Lactarius torminosus

- Pălăria: are un diametru de 4-12 (15) cm, este cărnoasă, la început convexă cu marginea răsfrântă spre picior și legată de el printr-un văl fibros. Apoi devine din ce în ce mai plată, la deplină maturitate ia formă de pâlnie. Resturile vălului parțial, acum rupt, se prezintă la margine ca păr flocos întrețesut. Cuticula este neregulat lânoasă, pâslită și la umezeală unsuroasă, colorată pe fund albicios cu pete mici și dese de la portocaliu-crem peste roz închis la roșu cărămiziu, fiind concentric zonară mai închis, de asemenea în centru. Zonele dispar deseori la bătrânețe.
- Lamelele: sunt strânse unele în altele, tari și nu prea înalte, cu multe muchii intercalate și decurente la picior unde sunt bifurcate, fiind albicioase până roz-gălbuie și ne-schimbând culoarea la presiune.
- Caracteristici microscopice: are spori ovoidali până elipsoidali, hialini (translucizi) și reticulați precum amilozi (ce înseamnă colorabilitatea structurilor tisulare folosind reactivi de iod). Ei au o mărime de 6-10 x 4,2-7 microni. Pulberea sporilor este crem pală dar și roșiatică ca carnea.
- Piciorul: are o înălțime de 3-8 cm și o lățime de 1,5-3 cm, este cilindric, mai gros spre picior precum ușor subțiat la bază, cărnos, inițial plin dar poros, la bătrânețe gol, fiind de culoare albicioasă cu tonuri roz-portocalii precum ușor brumat.
- Carnea: este albicioasă, destul de tare, având un miros fructuos cu nuanțe de terpentină. Gustul este iute și rășinos. Când carnea este tăiată emană un suc.
- Laptele: când carnea este tăiată, emană la început mult suc alb și extrem de iute care conține granule foarte mici de rășină.
- Caracteristici microscopice: are spori ovoidali până elipsoidali, hialini (translucizi) și reticulați precum amilozi (ce înseamnă colorabilitatea structurilor tisulare folosind reactivi de iod). Ei au o mărime de 6-10 x 4,2-7 microni. Pulberea sporilor este crem pală dar și roșiatică ca carnea. [6][7]
- Reacții chimice: Buretele se decolorează cu fenol maro, cu Hidroxid de potasiu după 20 de minute deschis gri-verzui, cu sulfat de fier ușor roz-gălbui, cu tinctură de Guaiacum imediat gri-verzui și cistoidele cu sulfovanilină albastru.[8]

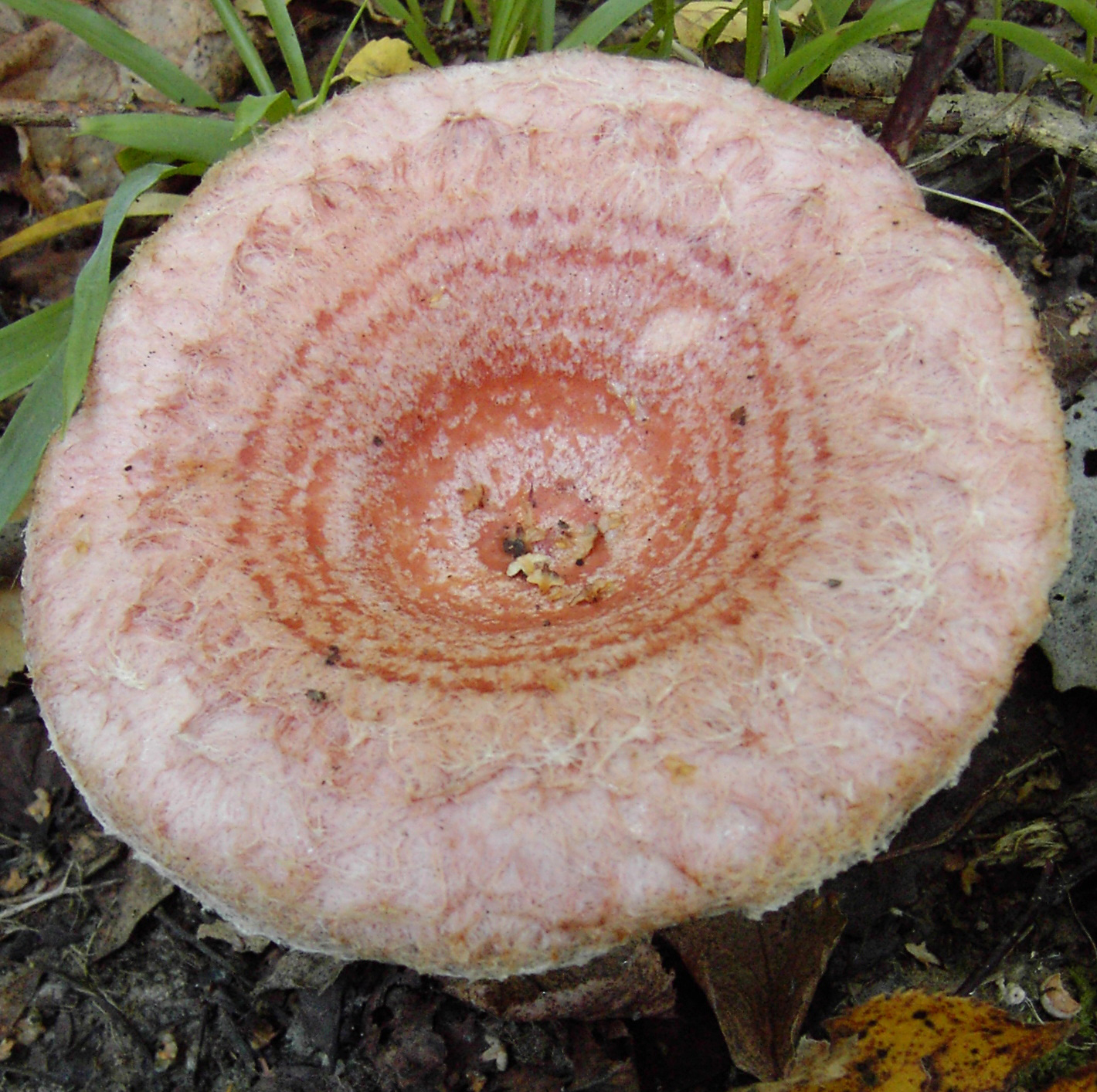
L. torminosus, cuticulä
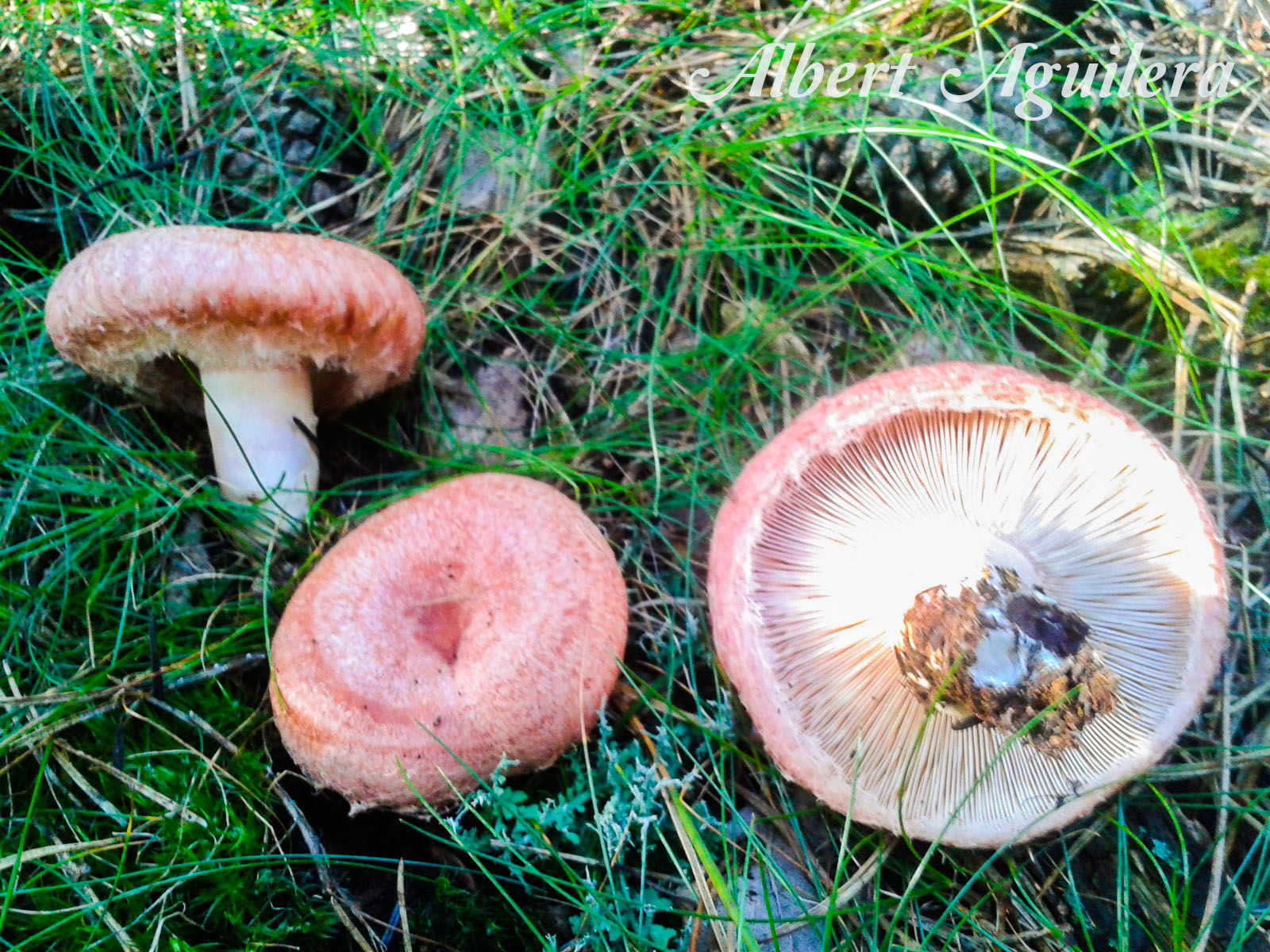
L.torminosus, lamele si picior
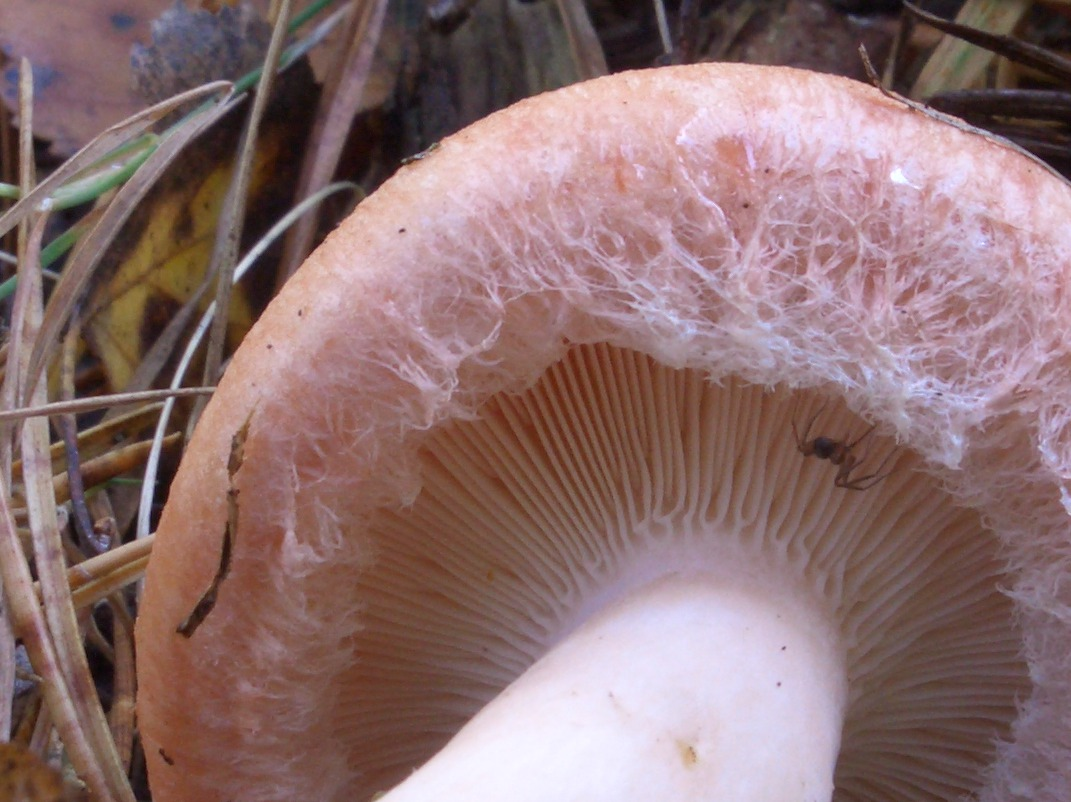
L. torminosus tânăr, văl
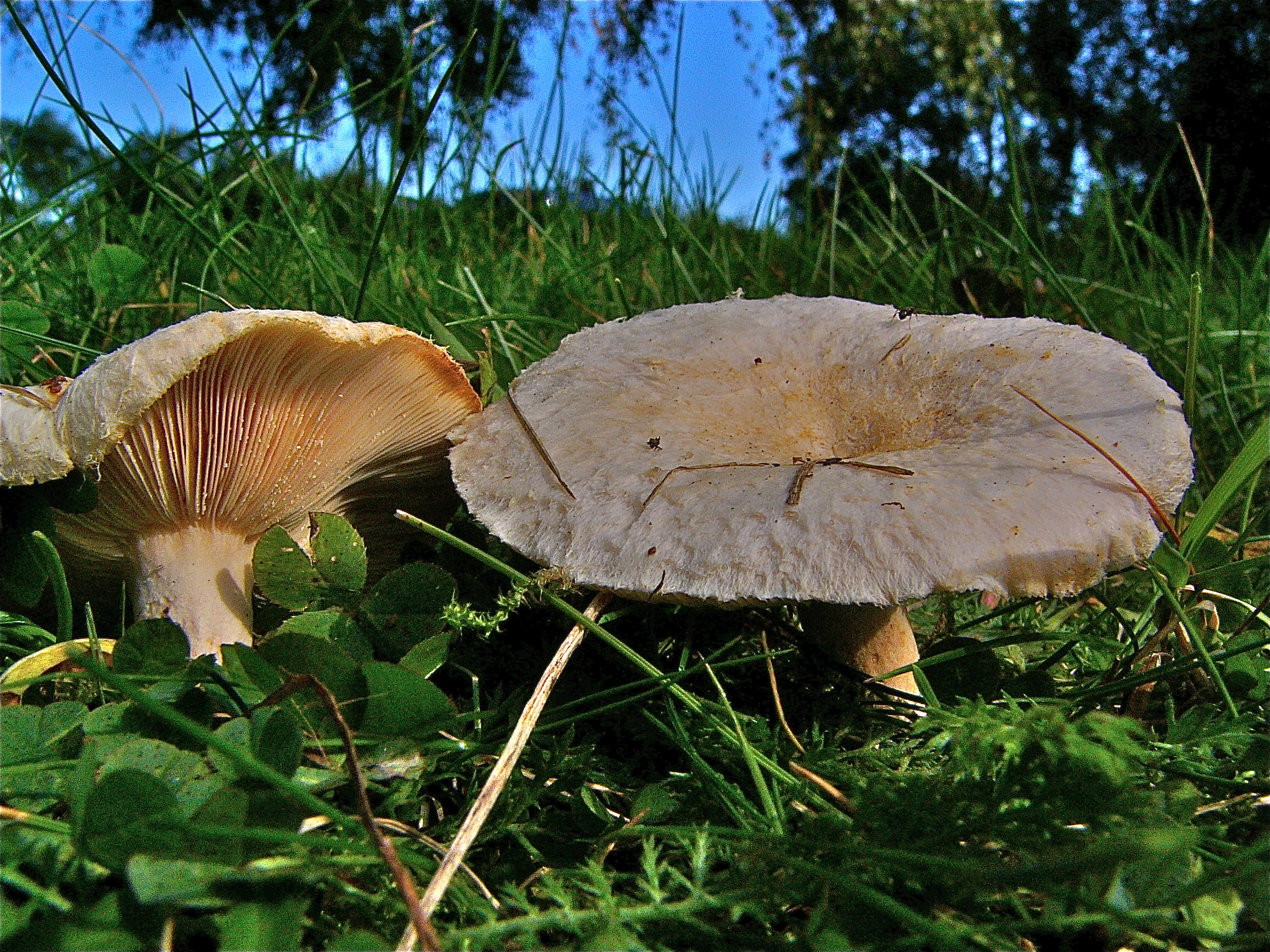
L. torminosus bătrân

## Toxicitate
Fapt este, că în diverse regiuni ciuperca se folosește în consum (de exemplu Rusia, Norvegia). Pentru a evita o otrăvire, părușeii se țin 6-8 ore în apă, se scurg, se opăresc, apoi se gătesc. Pentru iarna se conservă in oțet, deci prin acest procedeu și-au pierdut fiecare gust de burete.
Dar de asemenea fapt este, și acesta este mult mai important, că anual se intoxică oameni cu această ciupercă destul de grav. Râșcovul de mesteacăn conține mai multe toxine. În primul rând provoacă sindromul resinoidian, adică iritații ale mucoasei aparatului digestiv cu grețuri, vărsături, dureri abdominale, diaree, asociate uneori cu tulburări ale funcțiilor cardiace (simptome după 1-3 ore de la ingestie). Prin urmare se pot ivi însemnate pierderi de apă și electroliți, și în urma acestei deshidratări o exsicoză precum o acidoză. Mai departe s-a dovedit, că ciuperca provoacă icter precum daune consecvente ale ficatului. Acest burete este de acea pus în rând cu ciupercile otrăvitoare în acest articol, de asemenea, pentru că această toxicitate este atribuită de aproape toți micologii (ăialalți îl desemnează necomestibil) pe lângă Bruno Cetto între alții: Marcel Bon, Jean-Louis Lamaison, Hans E. Laux sau Meinhard Michael Moser.

## Confuzii
Râșcovul de mesteacăn poate fi confundat cu alte soiuri din genul Lactarius, cum ar fi: Lactarius cilicioides (otrăvitor), Lactarius citriolens (necomestibil),  Lactarius glaucescens sin. Lactarius pergamenus (necomestibil), Lactarius mairei (ușor otrăvitor), Lactarius porninsis (comestibil), Lactarius pubescens (otrăvitor), Lactarius resimus (necomestibil), Lactarius salmonicolor (comestibil), Lactarius scrobiculatus (otrăvitor), Lactarius semisanguifluus (comestibil), Lactarius zonarius (necomestibil), chiar și cu delicioșii Lactarius deliciosus sau Lactarius volemus.

## Specii asemănătoare

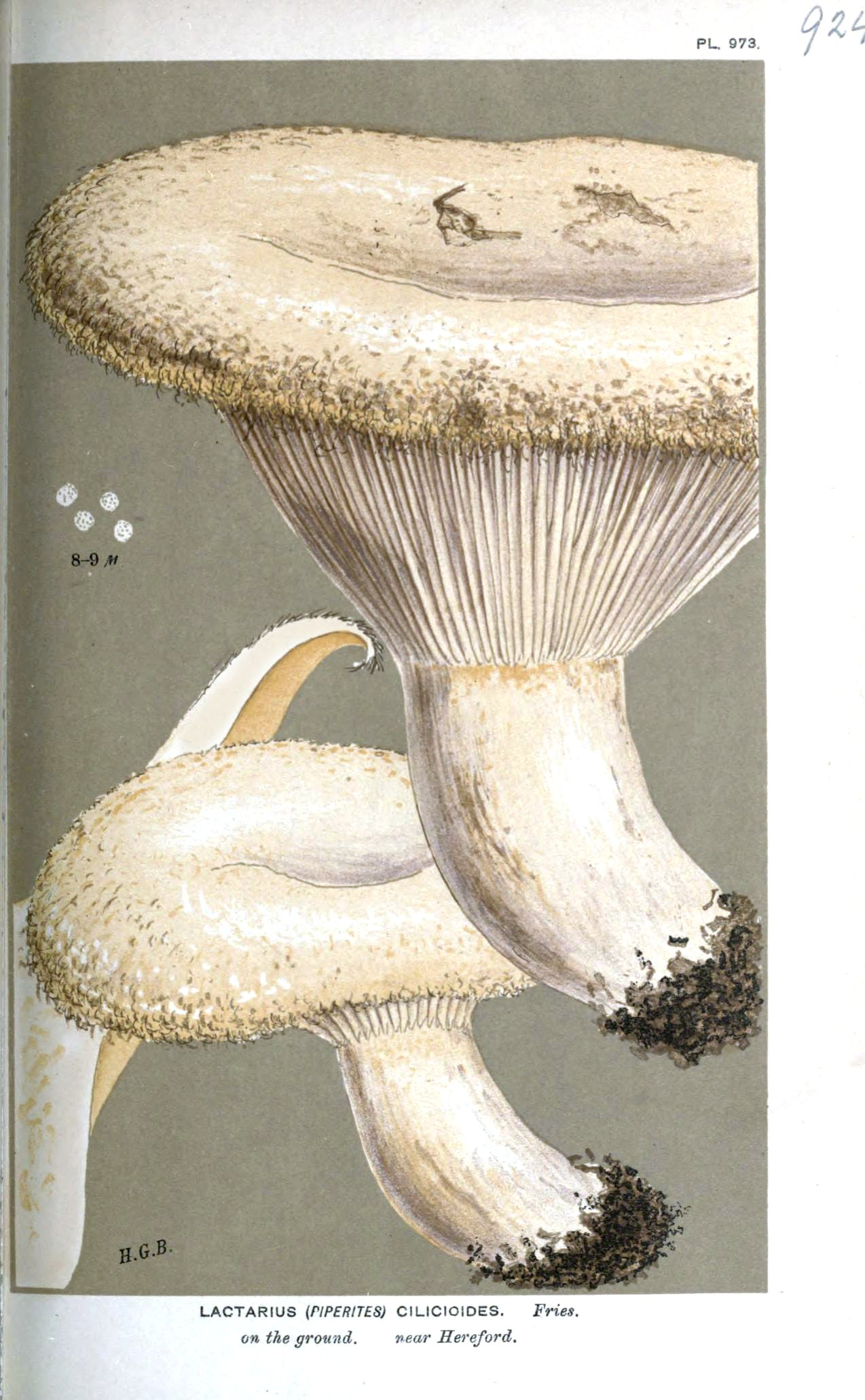
!!Lactarius cilicioides!!
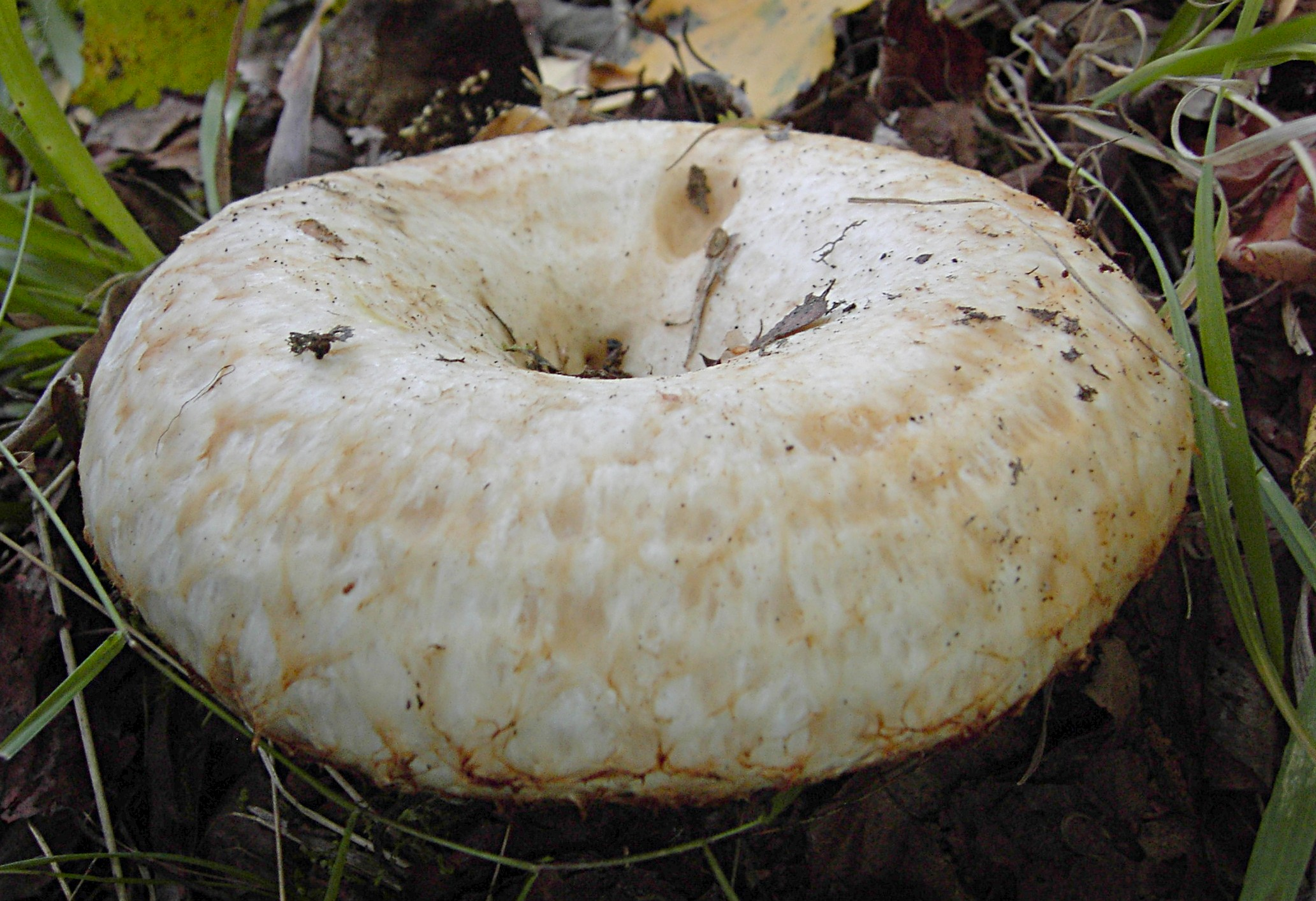
!Lactarius citriolens!
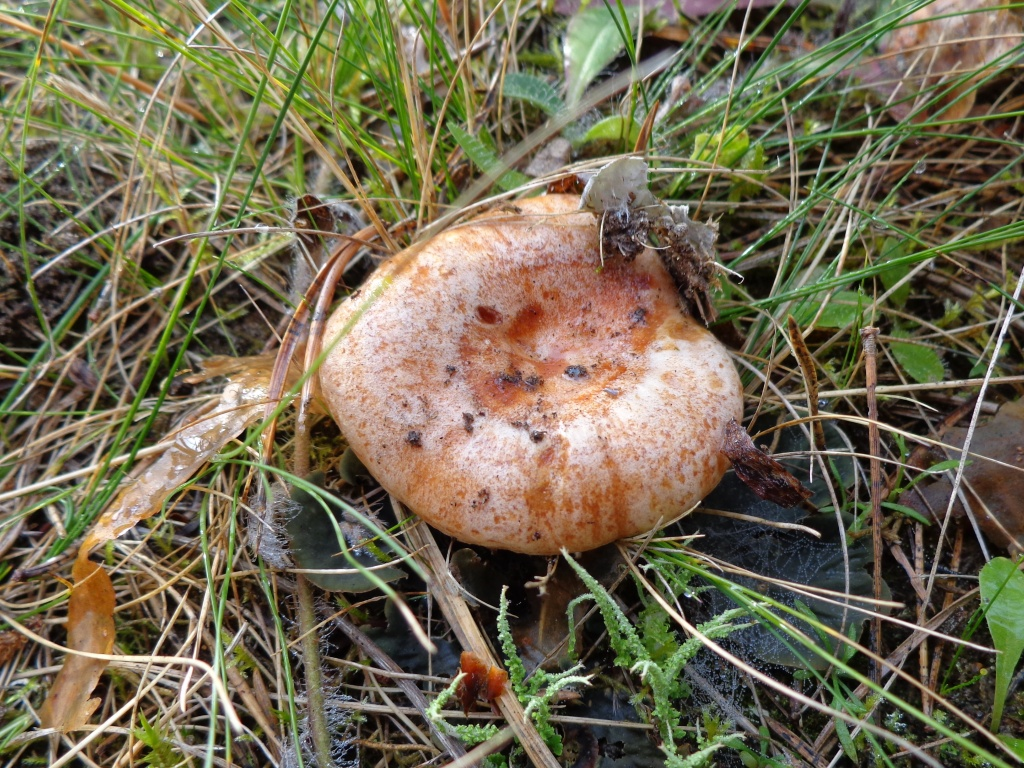
Lactarius deliciosus
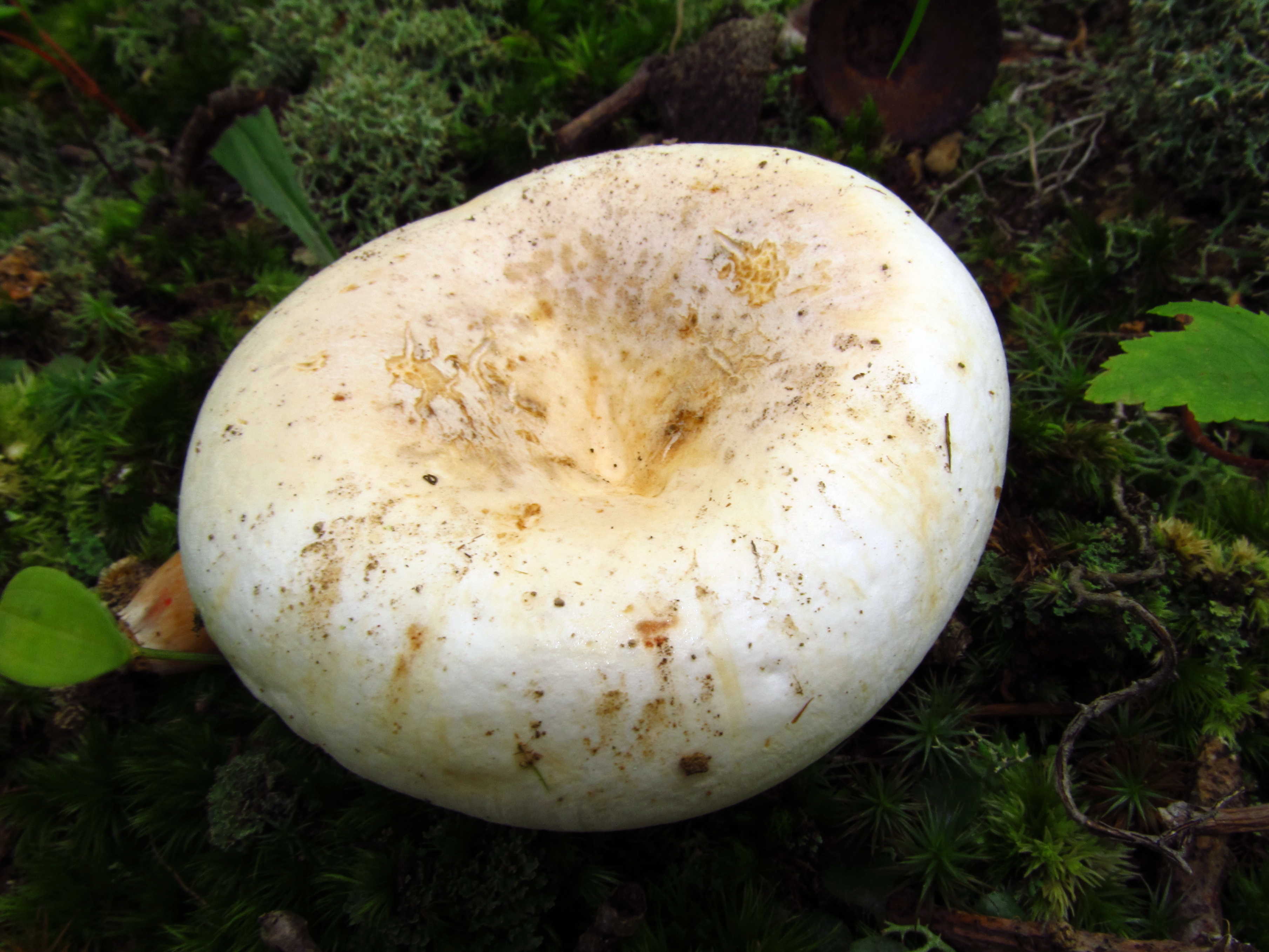
!Lactarius glaucescens!
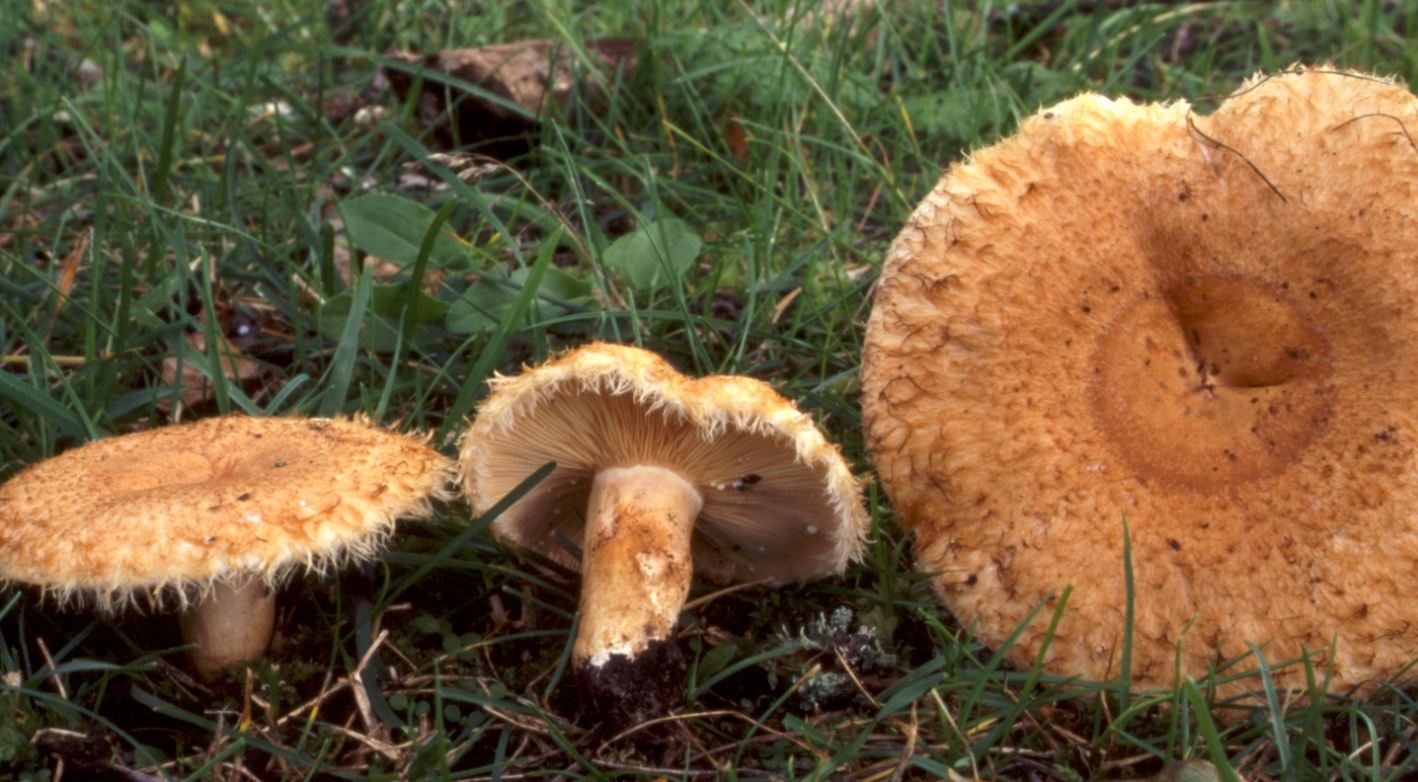
!!Lactarius mairei!!
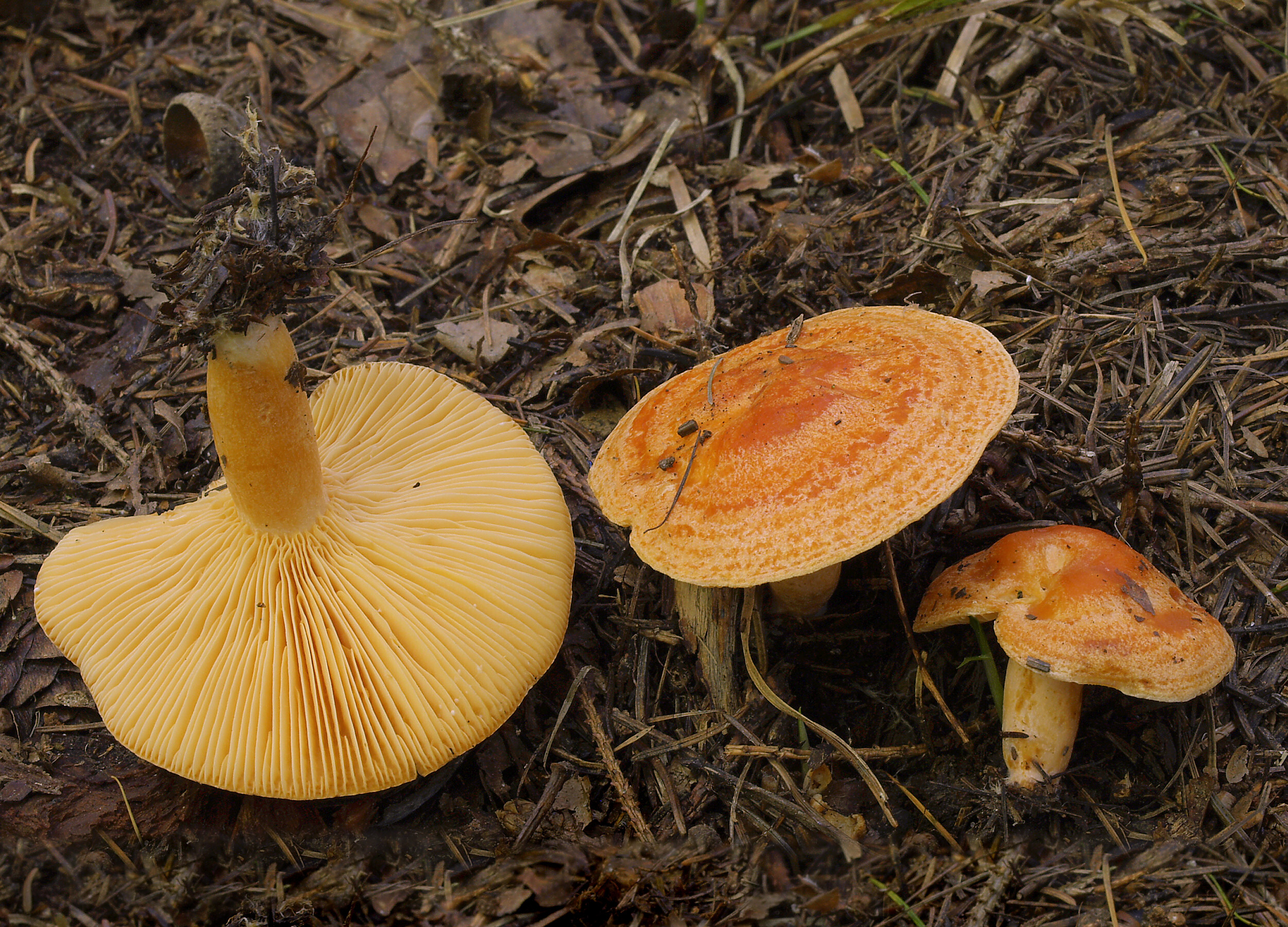
Lactarius porninsis
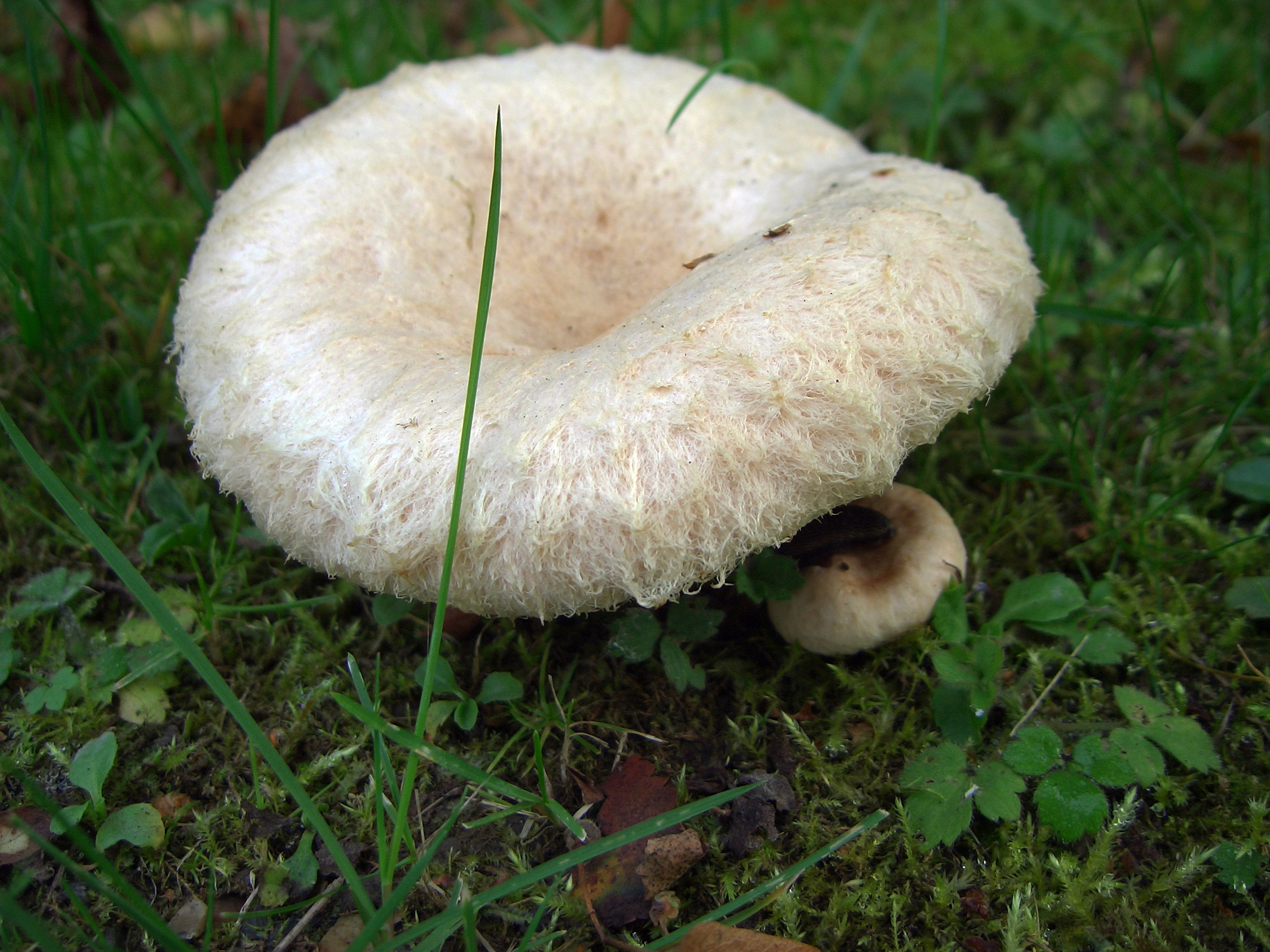
!!Lactarius-pubescens!!

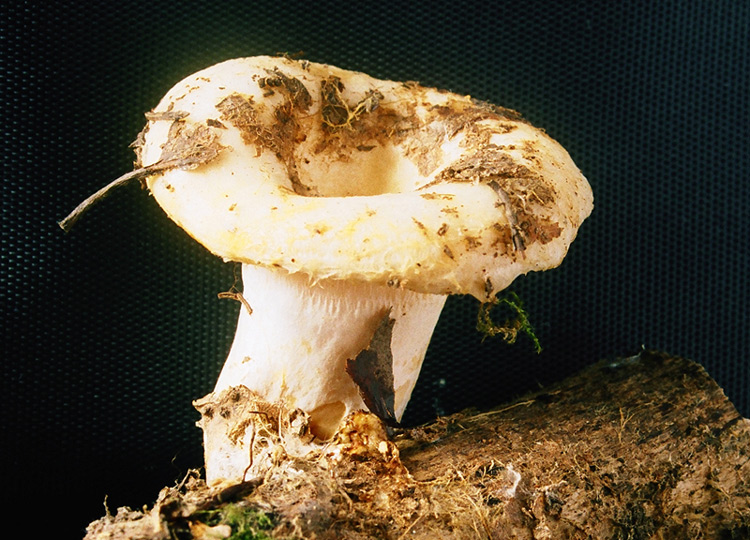
!Lactarius resimus!
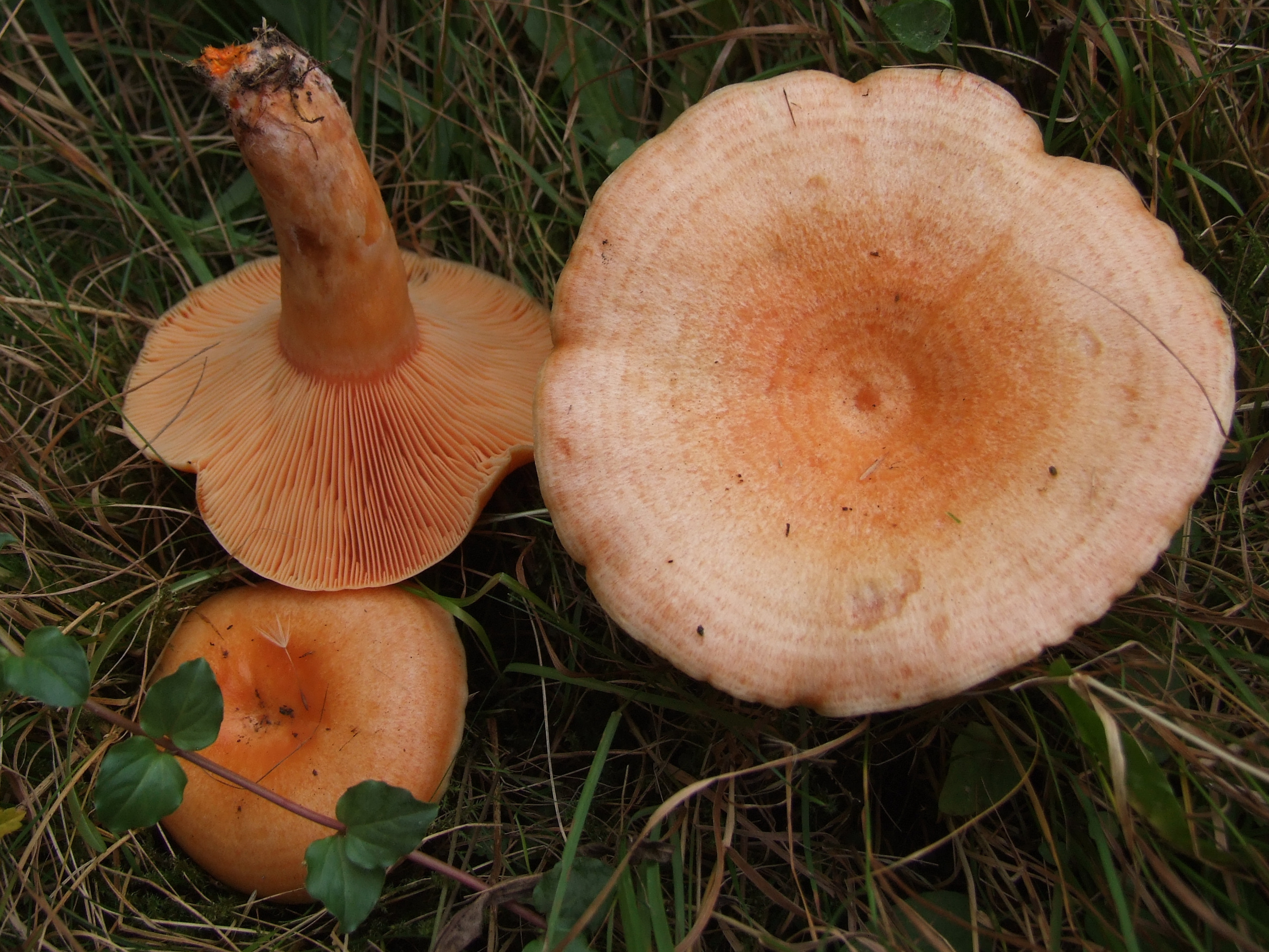
Lactarius salmonicolor
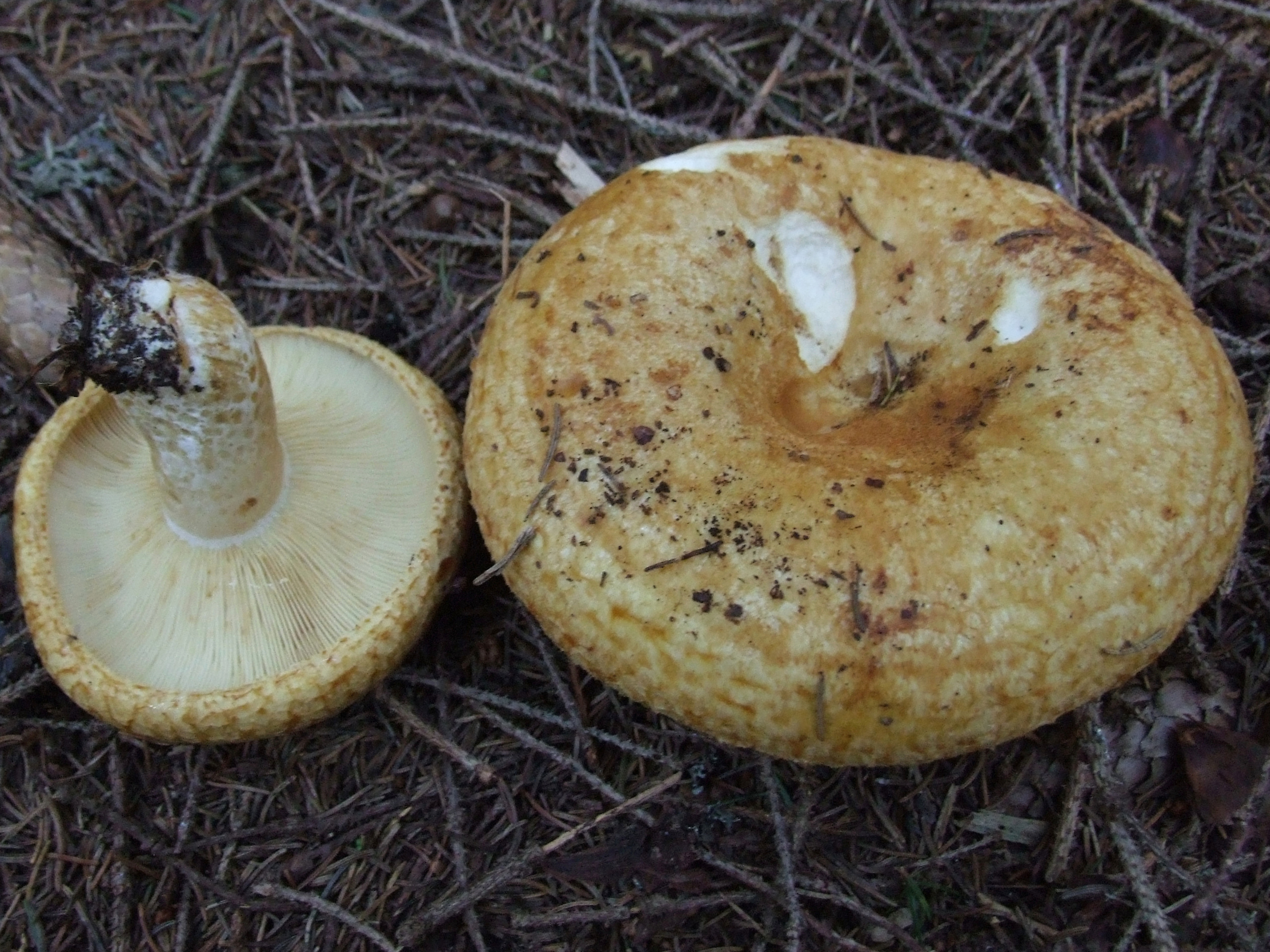
!!Lactarius scrobiculatus!!
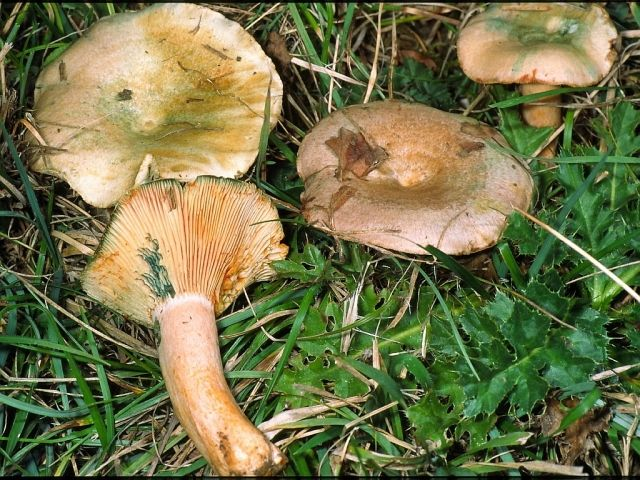
Lactarius semisanguifluus
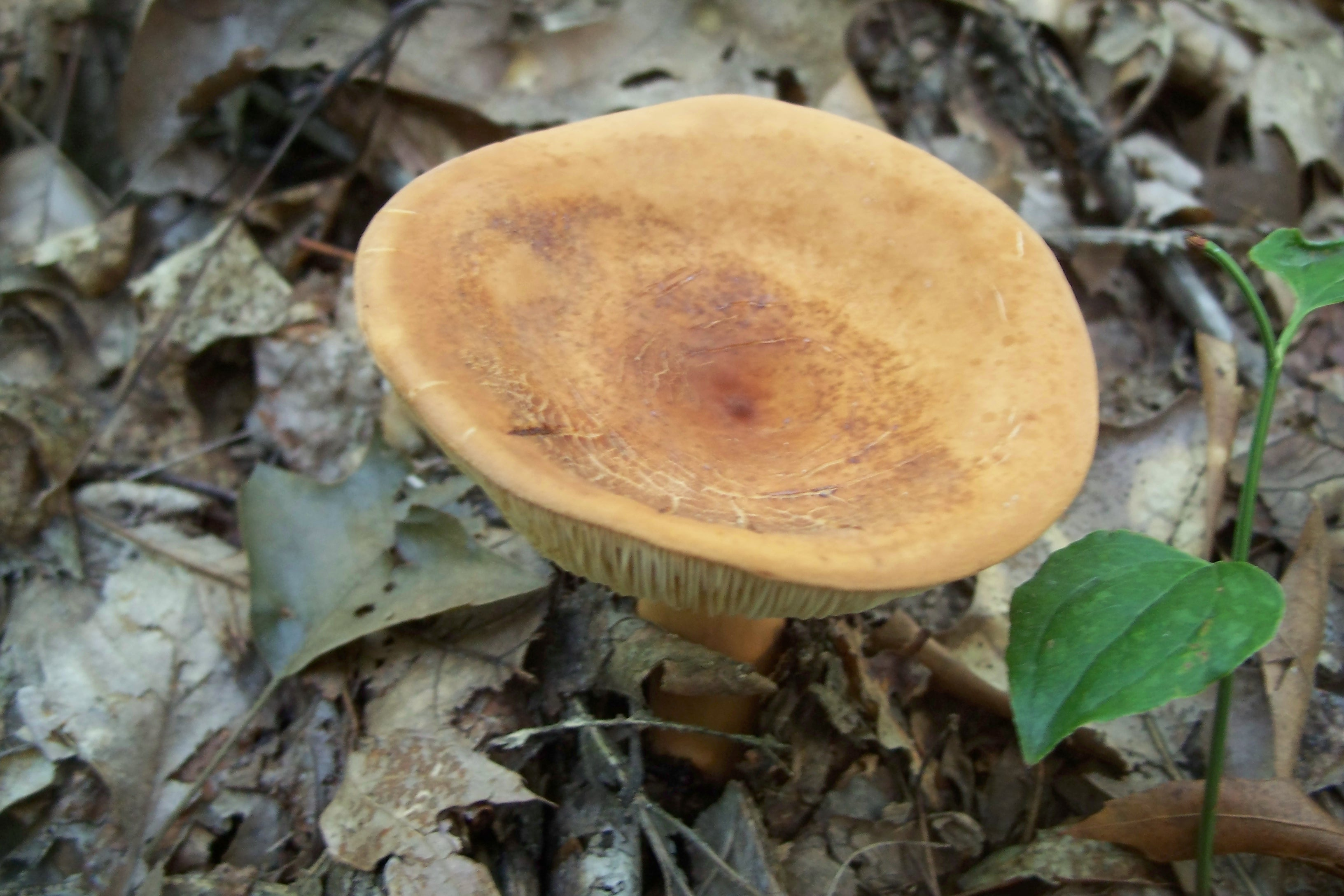
Lactarius volemus
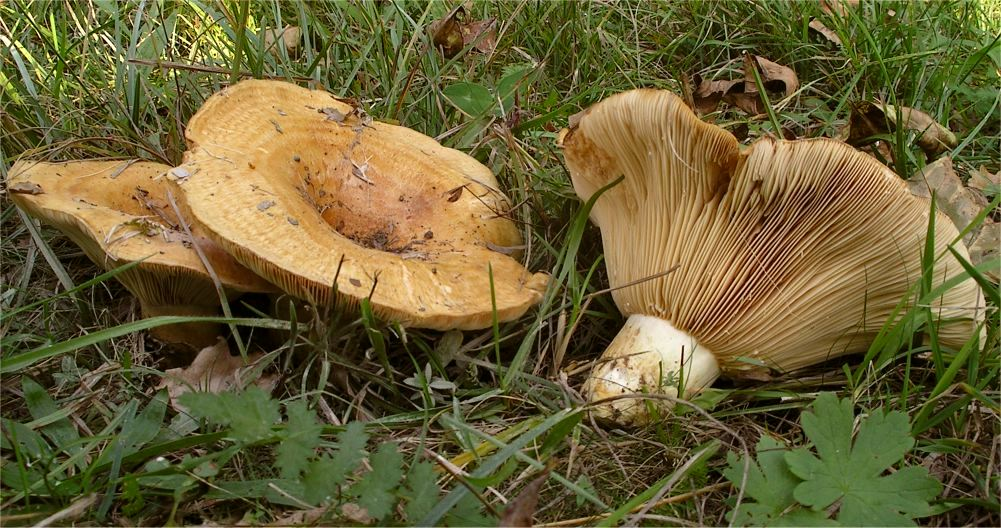
!Lactarius zonarius!